# Ascher (Pass)
Der Ascher ist ein 740 m ü. A. hoher Pass in den niederösterreichischen Voralpen. Er bildet einen Einschnitt zwischen dem Haltberg (1114 m ü. A.) im Westen und dem Hutberg (971 m ü. A.) im Osten. Die über den Ascher verlaufende Straße L138 (Ascherstraße) führt von Puchberg am Schneeberg im Bezirk Neunkirchen nach Miesenbach im Bezirk Wiener Neustadt-Land. Die Passhöhe des Ascher liegt im Gemeindegebiet von Puchberg am Schneeberg. Sie bildet eine Wasserscheide zwischen der Piesting und der Schwarza.
Von der Passhöhe führen markierte Wanderwege auf den langen Bergkamm der Dürren Wand mit dem Öhlerschutzhaus.